# Xerotricha vatonniana
Xerotricha vatonniana is een slakkensoort uit de familie van de Hygromiidae. De wetenschappelijke naam van de soort is voor het eerst geldig gepubliceerd in 1867 door Jules René Bourguignat.